# Віктор Санчес
Віктор Санчес дель Амо (ісп. Víctor Sánchez del Amo, нар. 23 лютого 1976, Мадрид) — іспанський футболіст, що грав на позиції півзахисника. По завершенні ігрової кар'єри — тренер, останнім місцем роботи якого був «Реал Бетіс».
Виступав, зокрема, за клуби «Реал Мадрид» та «Депортіво», а також національну збірну Іспанії.
Дворазовий чемпіон Іспанії. Володар Кубка Іспанії з футболу. Переможець Ліги чемпіонів УЄФА. 

## Клубна кар'єра
Віктор Санчес народився в Мадриді. Будучи вихованцем молодіжної команди «Реала», він дебютував у першій команді 25 травня 1996 року в грі останнього туру проти «Сарагоси», яка закінчилася з рахунком 1: 0 на користь «Реала». У сезоні 1998/99 Віктор зіткнувся з жорсткою конкуренцією в боротьбі за місце в основному складі «королівського клубу», і йому довелося покинути його рідне місто і клуб, і перебратися де «Расінга», де він протягом сезону забив 12 голів.
Наступний сезон він почав вже в складі «Депортіво». У сезоні 1999/2000 він пропустив лише один матч Ліги у складі клубу, який уперше в своїй історії виграв чемпіонат, а Санчес відзначився чотирма голами.
Протягом 2006—2007 років грав у Греції, де захищав кольори команди клубу «Панатінаїкос».
Завершив професійну ігрову кар'єру у клубі «Ельче», за команду якого виступав протягом 2007—2008 років.

## Виступи за збірну
2000 року дебютував в офіційних матчах у складі національної збірної Іспанії. Протягом кар'єри у національній команді, яка тривала 5 років, провів у формі головної команди країни лише 8 матчів.

### Тренерська кар'єра
Розпочав тренерську кар'єру невдовзі по завершенні кар'єри гравця, 2010 року, увійшовши до очолюваного його колишнім партнером по «Реалу» Мічелом тренерського штабу клубу «Хетафе», де пропрацював з 2010 по 2011 рік. Згодом продовжив співпрацю з Мічелом — був його асистентом у тренерських штабах «Севільї» (2011–2012) та грецького «Олімпіакоса» (2012–2014).
Перший досвід самостійної тренерської роботи отримав, очоливши «Депортіво» у квітні 2015 року. В сезоні 2014/15 зумів врятувати «Депортіво» від вильоту з Прімери (16-е місце), а за підсумками сезону 2015/16 клуб зайняв 15-е місце. Був звільнений 30 травня 2016 року.
23 червня 2016 роки очолив грецький «Олімпіакос». 9 серпня був звільнений з посади головного тренера команди, якою керував лише 47 днів.
У листопаді 2016 призначений головним тренером команди «Реал Бетіс».

## Титули і досягнення
Гравець
- Чемпіон Іспанії (2):

«Реал Мадрид»:  1996-1997
«Депортіво»:  1999-2000
- Володар Кубка Іспанії з футболу (1):

«Депортіво»:  2001-2002
- Володар Суперкубка Іспанії (3):

«Реал Мадрид»:  1997
«Депортіво»: 2000, 2002
- Переможець Ліги чемпіонів УЄФА (1):

«Реал Мадрид»:  1997-1998
- Чемпіон Європи (U-21): 1998

Тренер
- Чемпіон Словенії (1):

«Олімпія»: 2024-2025